# مارتین گونلی
مارتین گونلی (انگلیسی: Martin Golightly؛ 1891 – ۱۹۵۳ (۶۱−۶۲ سال)) بازیکن فوتبال بود.
از باشگاه‌هایی که در آن بازی کرده‌است می‌توان به باشگاه فوتبال گریمزبی تاون اشاره کرد.